# Everything I Want
Everything I Want (chorw. Sasvim sigurna) – utwór chorwackiej wokalistki Vesny Pisarović napisany przez Milanę Vlaović, nagrany i wydany w 2002 roku, umieszczony na trzecim albumie studyjnym artystki, zatytułowanym Kao da je vrijeme....
W marcu 2002 roku chorwackojęzyczna wersja singla („Sasvim sigurna”) wygrała ogólnokrajowy festiwal Dora, dzięki czemu reprezentował Chorwację podczas 47. Konkursu Piosenki Eurowizji. W finale konkursu, który odbył się 25 maja w Saku Suurhall w Tallinnie, wokalistka zaśpiewała utwór w języku angielskim i zajęła ostatecznie 11. miejsce, zdobywając łącznie 44 punkty. Podczas występu artystce towarzyszył chórek w składzie: Vladimir Pavelić-Bubi, Daria Hodnik, Ivana Čabraja i Dragan Brnas-Fudo.

## Lista utworów
CD single
1. „Everything I Want” – 3:09
2. „Sasvim sigurna” – 3:09